# Éditions Tirésias
Les Éditions Tirésias Michel Reynaud sont une maison d'édition française indépendante créée en 1989 par Michel Reynaud.

## Historique
La société est créée en 1989 et le nom a été choisi par référence au devin de Thèbes, Tirésias, qui accepta certains sacrifices, notamment la cécité, pour prix de la vérité.
Tirésias publie 3 à 10 livres par an.
Elle publie Mémoire Vivante, le bulletin de la Fondation pour la mémoire de la Déportation.
Une association Les Amis de Tirésias a été créée pour soutenir particulièrement des actions contre l'oubli des victimes de la guerre. Elle organise des dîners littéraires pour réunir les générations. L’association peut développer le rôle de mémoire populaire en organisant des conférences étayées par des expositions diverses (Républicains espagnols, Algérie, Première Guerre mondiale). Font partie ou ont fait partie de l'association : Lucie Aubrac, Marie-José Chombart de Lauwe (présidente de la Fondation pour la Mémoire de la Déportation), Christine Levisse-Touzé, Madeleine Riffaud, Marie-Claire Scamaroni, Germaine Tillion, Hélène Viannay, Raymond Aubrac, Jean-Louis Crémieux-Brilhac, Guy Ducoloné, Pierre Sudreau, Pierre Vidal-Naquet. Elle organise également des expositions.

## Catalogue
Elles sont spécialisées dans les conflits du XXe siècle : Première Guerre mondiale, Guerre d’Espagne, Deuxième Guerre mondiale : la Résistance, la Déportation, Guerre d’Algérie